# 21 Søndag
21 Søndag var DR's ugentlige nyhedsmagasin, der blev sendt hver søndagaften kl. 21.00 frem til 29. juni 2025. Nyhedsmagasinet var en udvidet udgave af de største nyhedshistorier fra den forgangne uge og viste en større gennemgang af bl.a. kritisk afslørende journalistik, politiske debatter og reportager. Kåre Quist var den sidste vært for 21 søndag-magasinerne, mens Lillian Gjerulf Kretz og Klaus Bundgård Povlsen også har været vært for flere udsendelser.
21 Søndag har været sendt på DR1 siden januar 2007 og har siden starten været et af de mest sete nyhedsprogrammer i Danmark. 21 Søndag afløste TV Avisen 21:00 og SØNDAG som i mange år havde fast tilbehør til en søndag aften. Reimer Bo Christensen startede som vært, men blev senere afløst af Anders Bech-Jessen.
21 Søndag har af historier blandt andet kunnet afsløre: historierne om "nyankomne asylansøger der har været udsat for tortur", at "Børnene i den kristne frikirke Faderhuset er truet af vold og vanrøgt", at "medarbejderne på Grindstedværket i årevis blev udsat for arbejde med giftigt kviksølv" og at  "Dansk Avis Omdeling har underbetalt østeuropæiske avisbude i mindst halvandet år".

## 21 Søndags værter
Værter
- Kåre Quist
- Klaus Bundgård Povlsen
- Lillian Gjerulf Kretz